# Piroji
Piroji (gr. Πυρογι, tur. Gaziler) – wieś na Cyprze, w dystrykcie Nikozja.